# Chinga
Chinga – meteoryt żelazny znaleziony w 1911 roku przez Nikołaja M. Czerniewicza, właściciela kopalni złota w strumieniu Czinge, dopływie Jeniseju.
W kopalni złota oprócz bryłek złota znajdowano bryłki żelaza. Właściciel kopalni, Czerniewicz, założył, że są one pochodzenia meteorytowego i na początku 1912 roku zawiózł 30 fragmentów do Cesarskiej Sankt-Petersburskiej Akademii Nauk w Sankt Petersburgu. Specjaliści Akademii wykluczyli pochodzenie meteorytowe, ponieważ nie znaleziono w materialne figur Widmanstättena. Czerniewicz próbował trzy lata później przekonać Akademię za pomocą nowych fragmentów, ale także bezskutecznie. Czerniewicz zginął w 1917 roku, jednak kopalnie działały nadal, cały czas wydobywano z nich także żelazne bryły. W 1963 r. wysłano ekspedycję w celu znalezienia krateru, badania ponowiono w 1978 roku. Podczas kolejnych ekspedycji także nie odnaleziono krateru, jednak znaleziono ok. 200 meteorytów.